# 농학

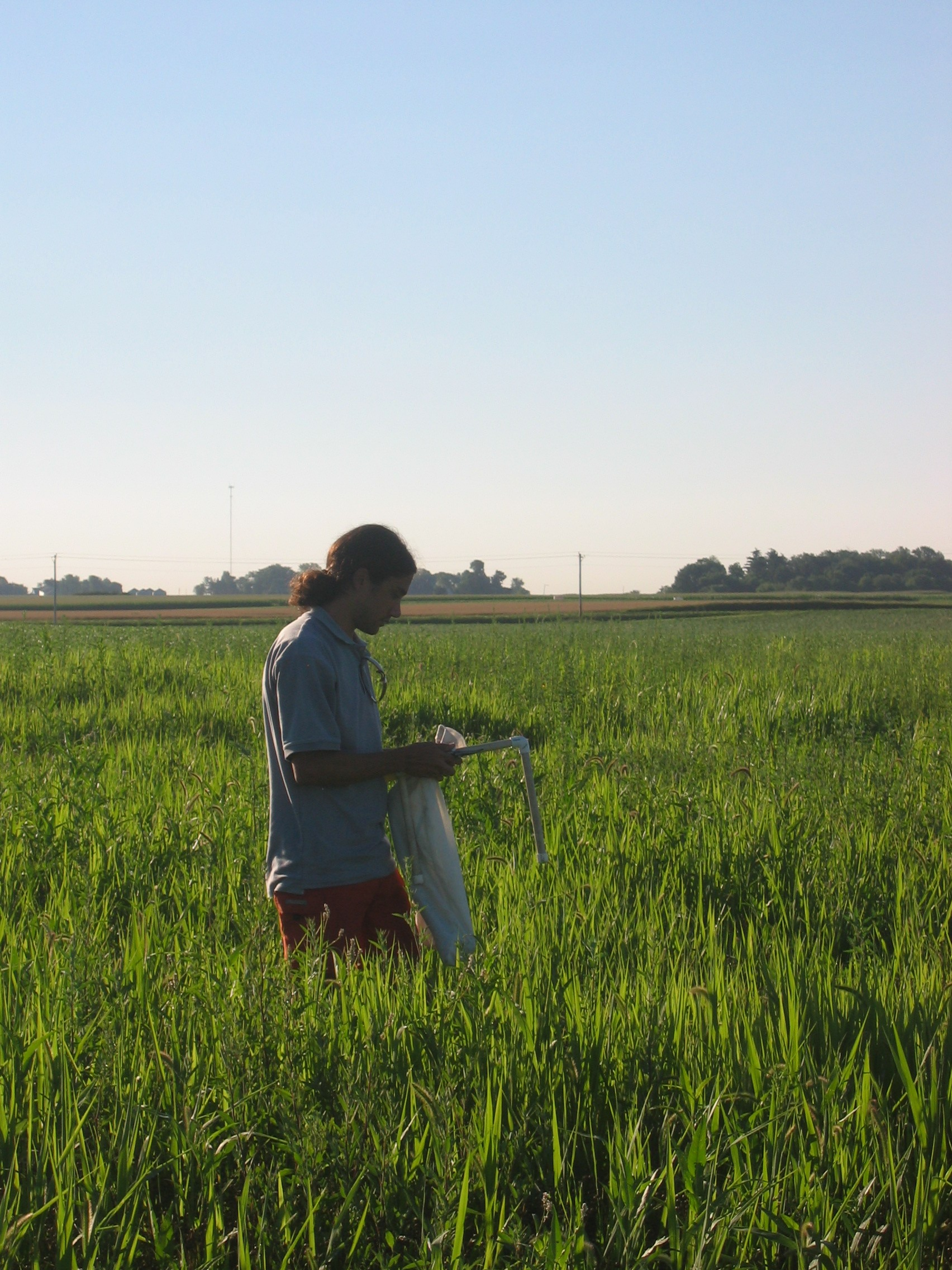
농경가가 아마마(亞麻)의 샘플을 채취하고 있는 모습.

농학(農學, 영어: agriculture) 또는 농경학(農耕學, 영어: agronomy: soil science applied to farming, 협의의 농학)은 식물학의 하부 분야로서, 음식, 연료, 먹이, 재생 이용(바이오에너지) 등을 위해 식물을 생산하고 이용하는 과학기술 학문이다. 이는 농업의 생산 기술과 경제 원리 및 실제적인 응용을 연구하는 학문으로 정의할 수 있다. 좁은 의미로 작물 생산과 토양 관리에 관한 이론 및 실제를 다루는 농업 과학과 관련된 학문 즉, 경종학(耕種學)이나 작물재배에 필요한 지식과 기술을 연구하는 학문 즉, 농경학(農耕學)을 농학이라 칭하며 넓은 의미로 농업 경제학, 축산학, 농화학(agrochemical) 등으로 나뉜다. 오늘날 농학자들은 식량 생산, 더 건강한 식량 생산, 농업의 환경 영향 관리, 식물로부터의 에너지 생산 등 수많은 일에 관여하고 있다.

## 같이 보기
- 농공학
- 농업 정책
- 원예
- 녹색 혁명